# Scheibeberg
Der Scheibeberg, auch Scheibenberg ist ein 423 Meter hoher Berg in der Östlichen Oberlausitz im Freistaat Sachsen. Über den Scheibeberg verläuft die Gemarkungsgrenze zwischen Mittelherwigsdorf und Bertsdorf-Hörnitz, am Westhang die zu Hainewalde. Der ansonsten wenig markante bewaldete Berg wird im Osten durch einen großen und weithin sichtbaren Steinbruch geprägt, in dem die östliche Bergkuppe bereits abgebaut wurde.

## Beschreibung
Der Scheibeberg zieht sich auf anderthalb Kilometer Länge rechtsseitig über dem Mandautal hin. Er ist in drei breite Kuppen aufgelöst, von denen die nordwestliche (Rudolfshöhe) die höchste ist. Auf dem höchsten Punkt ist ein behauener Sandsteinblock mit der Inschrift "Rudolfs Höhe 1907" aufgestellt. Am Südhang sind mit "Z" und "A H" gekennzeichnete Grenzsteine der 1800 zwischen dem Rittergut Althörnitz und der Stadt Zittau durchgeführten Berainung erhalten. Unterhalb des Steinbruches befindet sich am Waldrand der zum Gedenken an Maria Editha Ursula von Sandersleben aufgestellte "Ursulastein" mit Blick über das Mandautal nach Mittelherwigsdorf.
Nördlich vorgelagert ist der Scheiber Spitzberg (406,2 m ü.NN), westlich der Hutberg (378,3 m ü.NN) und südlich die Koitsche (375 m ü.NN). Südwestlich erhebt sich der Breiteberg (510,1 m ü.NN).
Die Mandau umfließt den Scheibeberg im Westen und Norden weiträumig, im Osten unmittelbar.  Auf dem Abschnitt zwischen dem Spitzberg und dem Butterberg (370 m ü.NN) bildet sie im Norden das Roschertal. Der Höhenunterschied zum Flussbett der Mandau beträgt 120 Meter.
Umgeben ist der Scheibeberg nordöstlich von Scheibe, östlich von Mittelherwigsdorf, südöstlich von Neuhörnitz, südlich von Kux, südwestlich von Charlottenruh, westlich von Hainewalde und nordwestlich von Gampenstein.

## Aufbau
Der Scheibeberg besteht aus zwei durch eine Tuffschicht getrennten Nephelinbasanitdecken. Unter dem Basanit befinden sich weitere Tuffe. Örtlich sind Nephelintephrite in den Nephelinbasanit eingelagert. In der Mitte des Bergrückens befindet sich ein mächtiger Phonolithgang. Am West- und Südhang ist der obere Tuffhorizont in 340–350 m ü.NN zu erkennen.
Am ehemals steilen Osthang über der Straße von Mittelherwigsdorf nach Hörnitz steht der Nephelintephrit in feinen Klüften an. Die je nach Klüftungsrichtung horizontal oder vertikal angeordneten Gesteinsplatten täuschen eine Säulenform vor. Kleinere Bereiche bestehen aus dunklem und festen Basalt mit geringer Klüftung. Die dicht unter der Erdoberfläche verwitterten Sonnenbrenner neigen sich als Gekriech hangabwärts. Die Augit-Tephritplatten werden in einem Steinbruch abgebaut und vor Ort zu Straßenschotter verarbeitet.
2004 konnte erstmals durch Haldenfunde von Hyalit und dünnstengligem Aragonit eine Mineralisation der Basaltklüfte nachgewiesen werden. Im Anstehenden wurde im Herbst 2006 Aragonit, Calcit und ein unbekanntes Manganmineral aufgefunden.

## Flora
Der Scheibeberg ist mit hohem Fichtenwald bestanden; ursprünglich war der Berg ähnlich wie das Roschertal und der Schülerbusch mit Laubmischwald bewachsen. Auf Schlägen verbreiten sich Rauhe Trespe, Waldzwenke, Hainkreuzkraut, Himbeere und Gewürzhafter Kälberkropf. Auf dem Scheibeberg wachsen zehn Orchideenarten, darunter das Schwertblättrige Waldvöglein. An einer kleinen Quelle nahe der Mandau gibt es an der Ostseite des Berges ein Vorkommen des Riesenschachtelhalms. Am Waldrand oderhalb von Scheibe wurde 1967 Seidelbast festgestellt.
Am Südhang befinden sich Hecken und Trockenbuschgesellschaften aus Schlehe, Weißdorn, Hundsrose, Ackerrose und Rotem Hartriegel mit Vorkommen von Bärenschote, Waldplatterbse, Bunter Kronwicke, Wirbeldost, Turmkraut, Borstenglockenblume, Sparrigem Alant, Fliederzwenke, Hainwachtelweizen und Knäuelglockenblume.
Durch den Zittauer Schlossermeister und Hobbyforscher Oskar Mießler wurden in den Jahren 1928–1942 am Scheibeberg auf einer Fläche von drei km² 400 Arten von Blütenpflanzen erfasst.
Ein 0,8 ha großes Waldstück auf dem Scheibeberg sowie eine Fläche von 2,6 ha am Nordwesthang sind als Flächennaturdenkmale geschützt.
Teile des Scheibeberges bildeten zusammen früher mit dem Roschertal Landschaftsschutzgebiet "Scheibeberg und Roschertal", 2005 wurde es in das Landschaftsschutzgebiet Mandautal integriert. Das Gebiet gehört ebenfalls zum gleichnamigen FFH-Gebiet „Mandautal“. 

## Nutzung
Am Anfang des 20. Jahrhunderts wurde am Osthang ein kleiner Basaltsteinbruch errichtet. Durch den Steinbruchsbetrieb wurde inzwischen die gesamte östliche Kuppe des Berges abgebaut. Der Abbau erfolgt heute in sechs Abbausohlen mit einer Gesamtabbauhöhe von ca. 100 Metern. Betreiber des Steinbruches ist die BWH Basaltwerk Mittelherwigsdorf GmbH & Co. KG.